# Wadloper (spoorwegmaterieel)

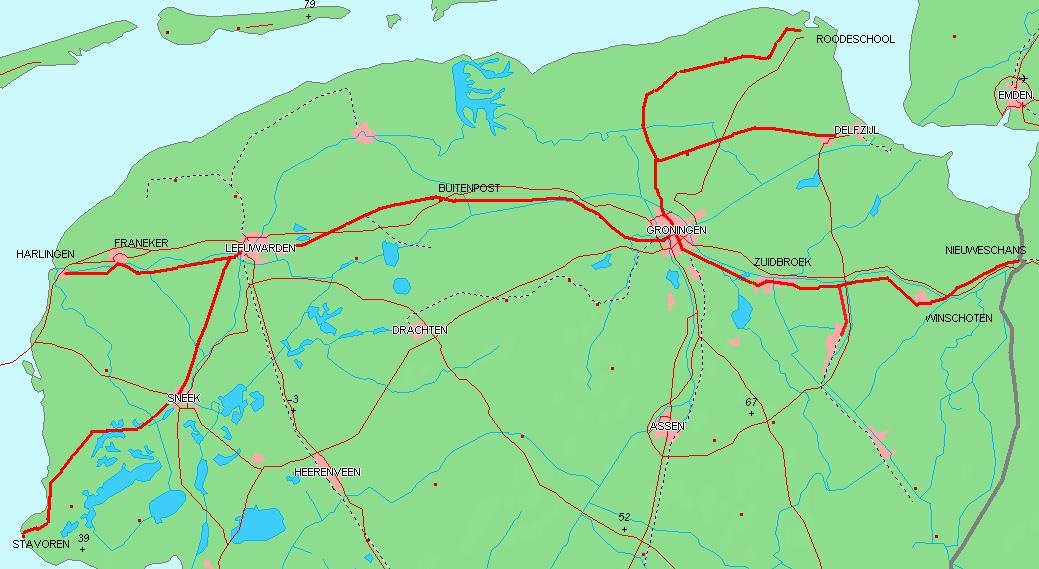
Overzicht van de Noordelijke Nevenlijnen.

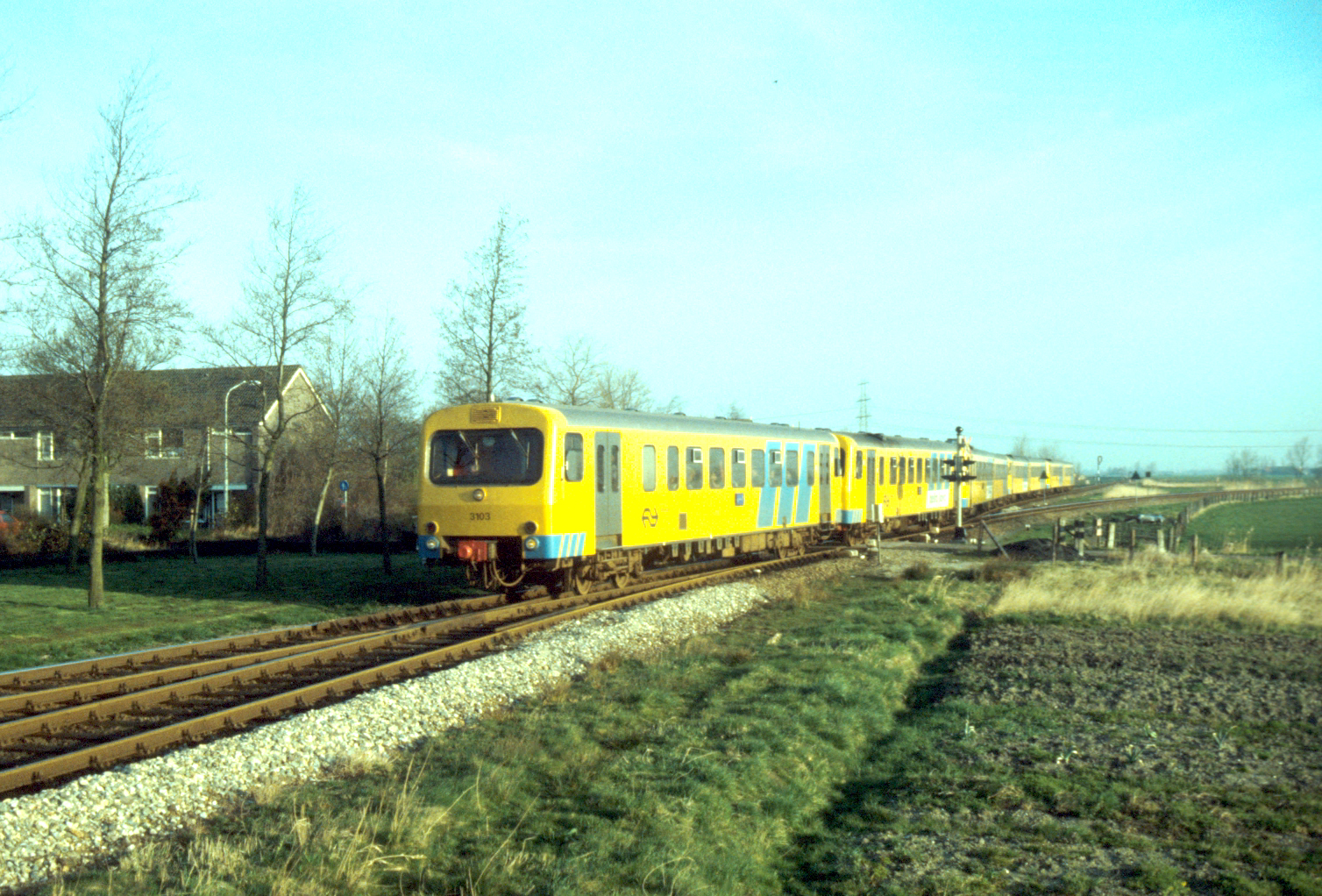
Spitsuurtrein met acht rijtuigen, bestaand uit 2 x DH I (3100) en 3 x DH II (3200) te Sauwerd.

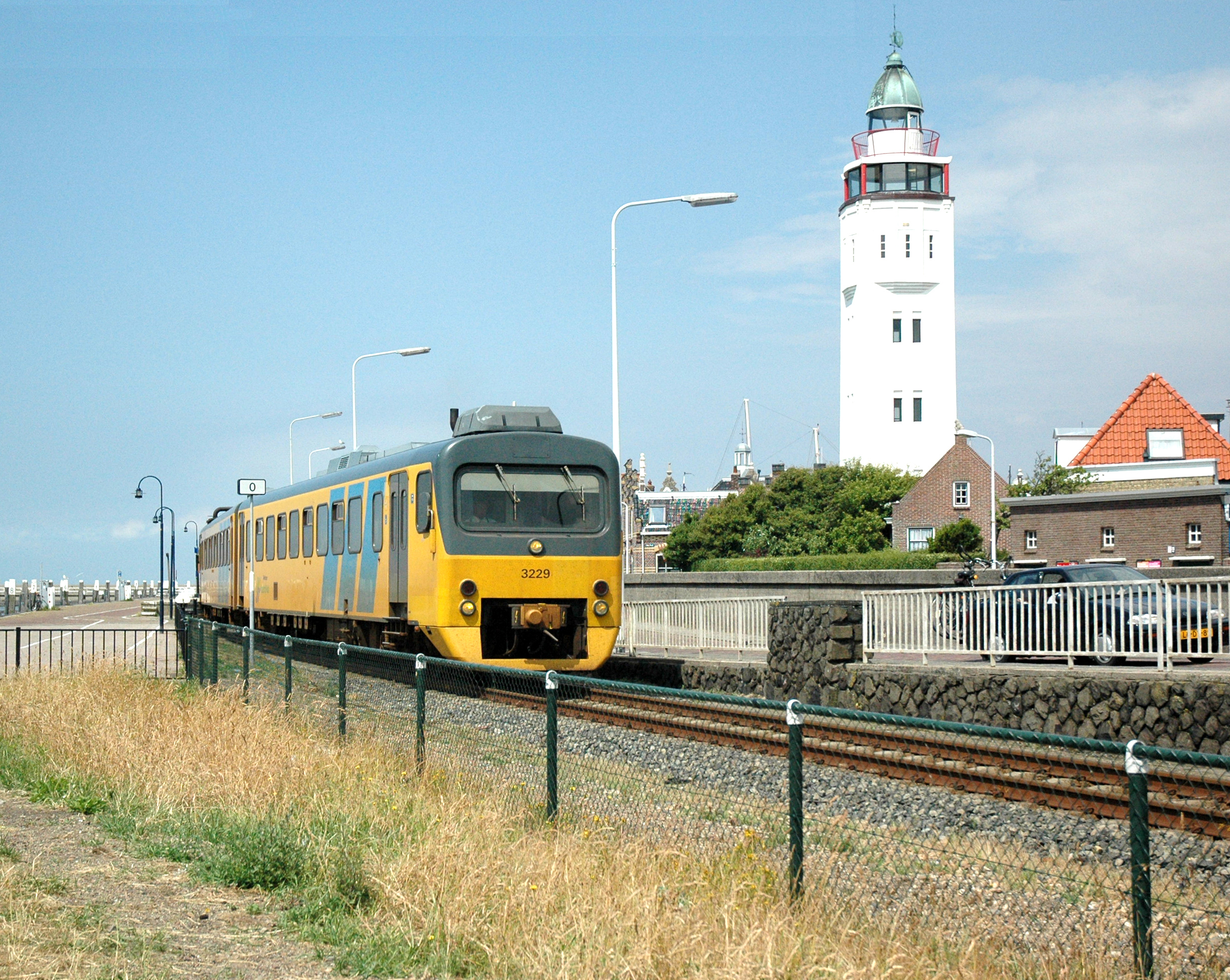
Wadloper 3229 te Harlingen Haven. Hier is ook het 0,0 km-baken van Staatslijn B.

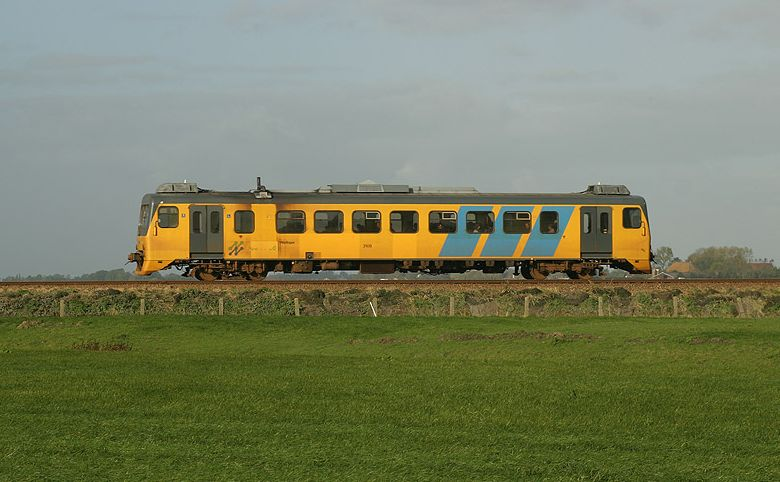
Motorwagen DH1

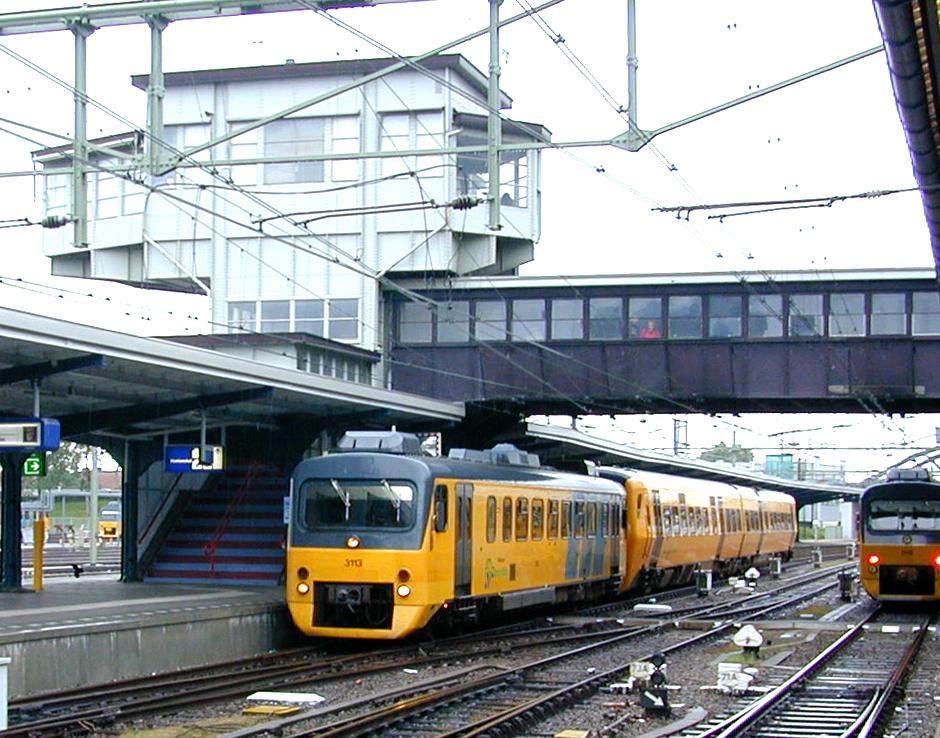
NS treinstellen 3113 + 3449 (DM '90) te Groningen; 19 mei 2000. Deze combinatie reed in de sneltreindienst tussen Groningen en Leeuwarden.

De DH1- en DH2-en (beter bekend als Wadloper) zijn Diesel Hydraulische motorrijtuigen en treinstellen, gebouwd tussen 1981 en 1983 door Waggonfabrik Uerdingen AG voor de Noordelijke Nevenlijnen in Groningen en Friesland. De Wadloper-serie bestond uit 19 motorrijtuigen (DH1) en 31 tweedelige treinstellen (DH2).

## Historie

### Vereenvoudiging van exploitatie noordelijke nevenlijnen
In het begin van de jaren zeventig dacht de NS over de vervanging van de Blauwe Engelen, die mede dienstdeden op de Noordelijke nevenlijnen rond Groningen en Leeuwarden. Deze treinstellen hadden gezorgd voor een, in vergelijking met stoomtractie, goedkopere exploitatie waarmee meer onrendabele lijnen tegen sluiting behoed konden worden. De vraag rees of het mogelijk was de noordelijke lijnen nog eenvoudiger, dus goedkoper, te bedienen en welk materieel daar geschikt voor zou zijn. Ook de treinstellen van het type Plan U werden hier vervangen.

### Project Exploitatie Nevenlijnen
Om te onderzoeken hoe onrendabele nevenlijnen toch nog met treinen konden blijven worden geëxploiteerd, werd in 1976 de Werkgroep Exploitatie Nevenlijnen (WEN) opgericht (ook bekend als WENN, omdat men zich in eerste instantie alleen op de noordelijke lijnen richtte). Onderzocht werd hoe de dienstuitvoering goedkoper kon worden uitgevoerd op de lijnen Leeuwarden - Stavoren, Leeuwarden - Harlingen, Groningen - Nieuweschans (Staatslijn B), Groningen - Roodeschool en Groningen - Delfzijl. Als hoofdlijn en verbinding tussen de provinciehoofdsteden werd de spoorlijn Groningen – Leeuwarden buiten beschouwing gelaten.
Uitgangspunten waren het handhaven van de frequenties die er destijds waren (voornamelijk uurdiensten) en een goede aansluiting op het hoofdrailnet richting Zwolle. Een van de mogelijkheden was Eenmanbediening tijdens daluren en het lokaal uitvoeren van onderhoud. Ook andere verregaande maatregelen, zoals de opheffing van de lijnen en vervanging door bussen en de evt. inzet van sneltrams kwamen aan de orde. De bevindingen van deze werkgroep werden eind 1977 gebundeld in het rapport Project Exploitatie Nevenlijnen (PEN).

### Uitkomsten PEN
Als conclusie kwam naar voren dat de huidige dienstuitvoering te duur was, net zoals een sneltramvariant. Een vervangend busnet zou het voordeligst zijn, maar tevens leiden tot een verdere afname van de reizigersaantallen. De werkgroep gaf de voorkeur aan een exploitatie met nieuw vierassig dieselmaterieel, waarbij tevens de exploitatie eenvoudiger moest worden uitgevoerd.
Het materieel moest geschikt zijn voor eenmanbediening, waarbij de machinist in rustige uren de kaartverkoop kon overnemen van een kaartverkoper, die dit in drukke uren deed. Om de kaartverkoop te vereenvoudigen moest de eerste klasse komen te vervallen. Het personeel moest multifunctioneel zijn: onderhoudspersoneel zou in drukke uren als machinist worden ingezet. Kaartverkopers zouden in daluren het materieel kunnen verzorgen. Van de destijds 40 bediende stations (stations waarop kaartverkoop plaatsvond via een lokettist) moesten er 30 zonder bemanning doorgaan. Ook de beveiliging op de trajecten moest worden gecentraliseerd. In 1972 al waren de trajecten Leeuwarden – Harlingen/Stavoren voorzien van een zogenaamd Ter Plaatse Bediend Relaisblokstelsel (TPBR), waarbij de machinisten de beveiliging van de trajecten gedeeltelijk zelf regelden. Het traject Sauwerd – Roodeschool kende reeds vanaf 1967 de CRVL, ofwel de Centrale Radioverkeersleiding, die overigens in 1980 leidde tot een grote treinbotsing. Tussen Groningen en Sauwerd en tussen Sauwerd en Delfzijl werd vanaf respectievelijk 1974 en 1975 de Vereenvoudigde Centrale Verkeersleiding (VCVL) gebruikt. Door al deze maatregelen zou - en dat is gedeeltelijk gelukt - het personeelsbestand voor alle 6 diesellijnen (dus inclusief Groningen – Leeuwarden) moeten worden teruggebracht van 320 tot 250. Dit zou namelijk een grote kostenbesparing opleveren, daar destijds 59% van de kosten uit personeelskosten bestonden. Eenmanbediening is toen echter nog niet ingevoerd.

## Materieelkeuze

### Voorwaarden
Voor de noordelijke lijnen in de nieuwe exploitatievorm ging men vervolgens op zoek naar nieuw materieel. Als eisen werden gesteld dat het materieel moest worden afgeleid van een bestaand ontwerp, om kosten te besparen. Ook zouden de nieuwe dieseltreinen over een groot acceleratievermogen moeten beschikken om de langere haltestops door de kaartverkoop van de bestuurder te compenseren.

### Proeftreinstel
Op 4 februari 1978 kwam in Zwolle dieselmotorrijtuig 627 008 van de Deutsche Bundesbahn aan. Dit rijtuig werd gedurende twee weken ingezet op het Nederlandse spoorwegnet, waarbij vooral de noordelijke lijnen werden bereden. Ook kwam de motorwagen in de werkplaatsen van Zwolle en Haarlem en reed hij enkele slagen Utrecht – Geldermalsen. Op 17 februari vertrok het rijtuig huiswaarts.

### Andere materieelopties
Naast de motorwagens serie 627 en de tweedelige treinstellen serie 628 werden er in het PEN-rapport nog twee alternatieven aangedragen: treinstellen van het type Ym van de Waggonfabrik Uerdingen en de VT2E van Linke-Hofmann-Busch. De Ym viel af vanwege het geringe motorvermogen en het verouderde ontwerp uit de jaren zestig. De VT2E had een te lage capaciteit en was te duur. Daarom werd er gekozen voor de aanschaf van negentien motorrijtuigen en 26 tweewagenstellen, afgeleid van de Duitse 627/628-series.

## Materieelbeschrijving

### Afwijkingen van Duitse rijtuigen
De te bouwen treinen weken op een aantal punten af van het Duitse ontwerp. De luchtgekoelde motor werd gewijzigd in een watergekoelde, die tevens minder ruimte in beslag nam. Ook kregen de Nederlandse treinstellen andere draaistellen. De motor was een vrachtwagenmotor van het merk Cummins en het lag in de bedoeling deze na 15 jaar dienst te vervangen. Deze vervanging heeft echter nooit plaatsgevonden. De rail- en vloeistofremmen waren niet aanwezig en er was ook minder elektronica aanwezig dan in de Duitse treinen.

### Uitvoering
De nieuwe treinen waren nogal hoekig van vorm en kregen dan ook al snel de bijnaam SRV-wagen. De stoelen waren van het Franse bedrijf Compin en waren ook aanwezig in het destijds nieuwe Stadsgewestelijk Materieel. Door het ontbreken van tussenwanden, waardoor het gehele rijtuig één compartiment had, maakten de treinen van binnen een ruime indruk. De wanden tussen het compartiment en de balkons werden aan de compartimentzijde voorzien van afbeeldingen van het regionale landschap.
Ook de machinistencabine was ruim van opzet en had ook, vanwege de bedoelde eenmanbediening, een glazen wand naar achteren met daarin een spreekvenster en een betaaltafel. Ook kregen de treinstellen uitklapbare spiegels naast de cabines, zodat de machinist uitzicht op de deuren had als hij deze sloot. Er was immers geen conducteur.

### Kleurstelling
De dieselhydraulische treinen kregen de gele huisstijl van de NS. De deuren werden donkergrijs, terwijl onder de frontverlichting blauwe schrikstrepen werden aangebracht.

### Benaming
Omdat de benaming SRV-wagen niet direct een associatie met het openbaar vervoer heeft, schreef de NS een prijsvraag uit voor een nieuwe naam van het materieel. De bewoners van beide noordelijke provincies konden kiezen, en uiteindelijk werd in oktober 1983 uit 48.000 stemmen de naam Wadloper gekozen. De 3231 werd vervolgens als eerste van deze naam voorzien.

### Onderhoud
Conform de aanbevelingen van de WEN werd als bezuiniging, het besparen van zogenaamde lege kilometers, het klein onderhoud van de treinstellen niet meer in Zwolle, maar in het Technisch Centrum in Groningen door storingsmonteurs van de Dienst van Exploitatie gedaan. Hiervoor werd het gebouw aan beide zijden voorzien van een soort slurf, waardoor ook de tweedelige stellen hier in het geheel binnen konden staan. Deze onderhoudsbeurt vond maandelijks plaats. Elk kwartaal werd een grotere onderhoudsbeurt uitgevoerd in de lijnwerkplaats van Zwolle.

### Modernisering

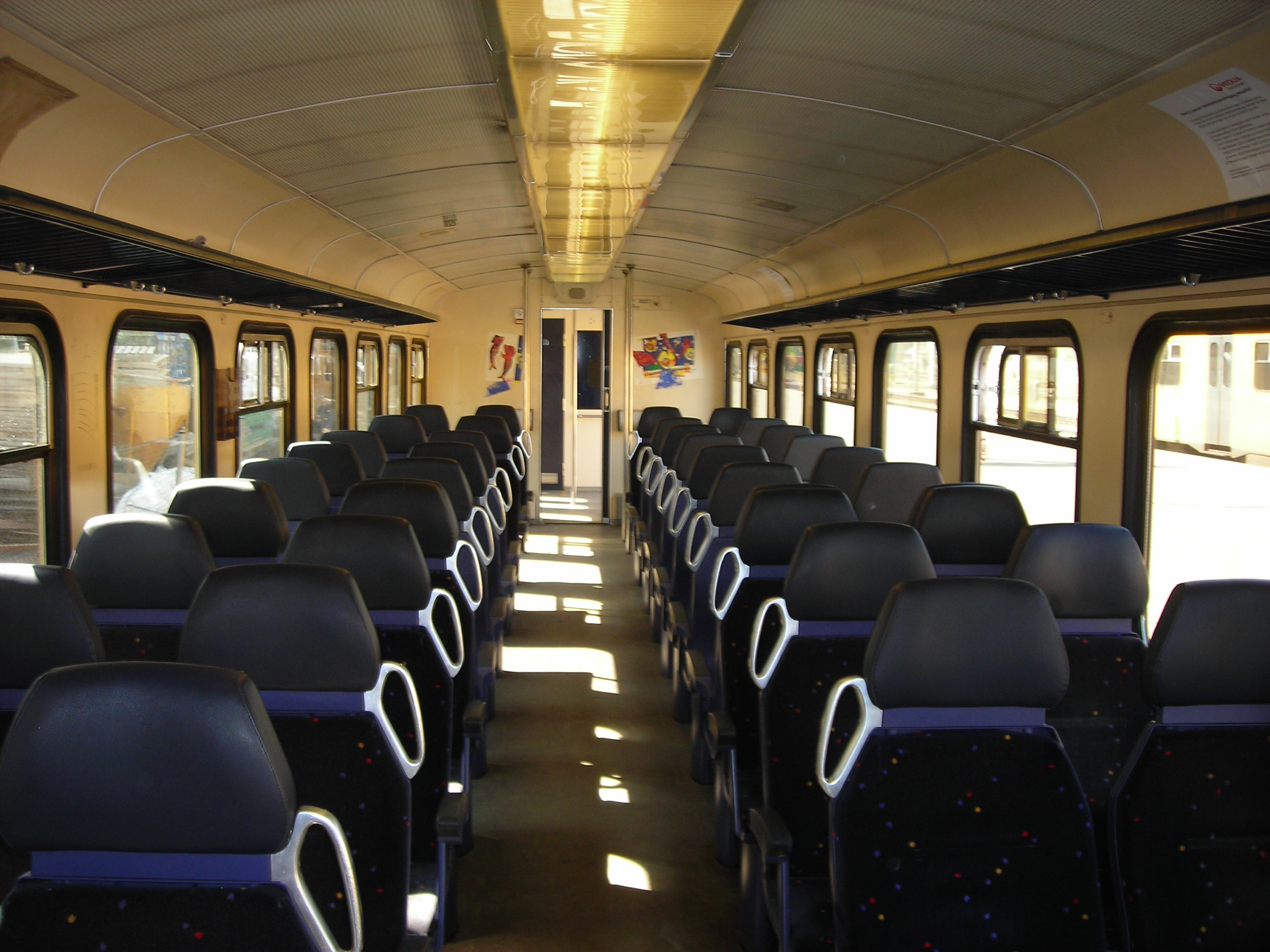
Gemoderniseerd interieur van de 3227.

In 1995 werd besloten om de inmiddels 14 jaar oude treinen te moderniseren. De oude rode banken van Compin werden vervangen door nieuwe stoffen blauwe stoelen in een coach-opstelling (achter elkaar). Ook kwam er een "staplein" met klapzittingen en stangen voor staande reizigers. De treinen werden voorzien van een baanschuiver en kregen een gewijzigde aanblik door het aanbrengen van meer grijs in de kleurstelling. Een aantal zitplaatsen werd met groene stoelen als 1e klas aangeduid.
Als eerste werden de 3101 en 3102 in het najaar van 1996 gereviseerd in Tilburg, waarna de overige DH1-stellen volgden tussen september 1996 en september 1997. Vervolgens kwamen tussen februari 1997 en juni 1997 de DH2-stellen aan de beurt. Hierna begon de tweede technische revisie, waarbij geluiddempende maatregelen werden toegepast en ook ATB-NG werd ingebouwd. Ter vervanging van de in revisie zijnde treinstellen reed ondertussen een aantal treinstellen Plan U tussen Groningen en Nieuweschans en enkele spitstreinen Groningen en Roodeschool.

### Gemengde inzet met DM '90
Voor de vervanging van de Blauwe Engelen en treinstellen type Plan U elders in Nederland werden de treinen van het type DM '90 besteld. Een van de eisen was de mogelijkheid in treinschakeling te rijden met de Wadlopers. Hoewel dit exploitatief niet de bedoeling was, zijn er toch regelmatig gekoppelde stellen in de dienst gezien. Hierbij was de maximumsnelheid van de treinstellen DM '90 beperkt tot 100 km/h, dit vanwege de lagere snelheid van het DH-materieel.

### Wadfietser
In juni 1994 kwamen de tot 'Wadfietsers' aangepaste DH-motorrijtuigen 3106 en 3115 in dienst. Deze werden als extra aangekoppeld stel gebruikt voor fietsenvervoer. Het ontwerp hiervoor is gemaakt op de afdeling O&C (Ontwerp & Constructie) en de het Produktiebureau van het Revisie bedrijf Tilburg. Hiervoor is de deur naar coupe verwijderd, en werd de toegang groter gemaakt. Er zijn rekken gemaakt om de fietsen tegen te bevestigen en om het interieur makkelijk elk seizoen te kunnen ombouwen is er gebruik gemaakt van de al aanwezige bevestigingspunten. Daarnaast is aan de buitenzijde bestickering aangebracht waardoor de "Wadfietser" al van verre herkenbaar is als fietsvervoer. De fietssymbolen hebben het tot aan de verkoop naar het buitenland volgehouden. 3115, aanvankelijk voorbestemd voor verkoop aan Roemenië, vertrok op 12 december 2012 als laatste DH1-Wadloper vanuit Amersfoort naar Bentheim om verder naar Sigma te Poznań (Polen) te gaan. Het wordt de SN 82-004 bij Koleje Śląskie. De 3106 is verscheept naar Argentinië en is daar niet meer tot inzet gekomen.

## Inzet

### Geleidelijke indienststelling

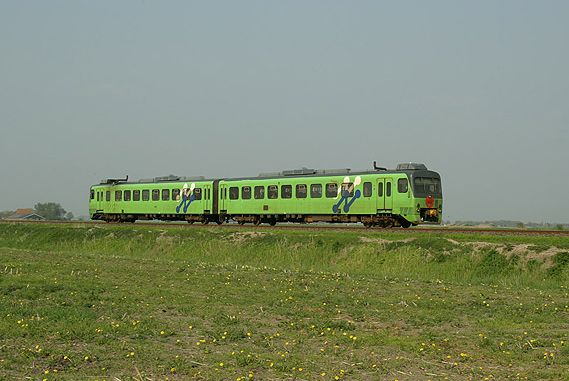
De groene DH2 van NoordNed Personenvervoer.

De treinen kwamen in fasen in dienst, waarbij zij in principe in één keer een lijn overnamen van de Blauwe Engelen. Op 22 november 1981 gebeurde dit als eerste op de lijn Groningen – Delfzijl. Vanaf 7 maart 1982 volgde indienststelling op de lijn tussen Groningen en Leeuwarden, in juli gevolgd door de lijn naar Roodeschool. Twee maanden later gingen de treinen ook rijden van Groningen naar Nieuweschans.

### Detectieproblemen
Na problemen met het elektronisch contact tussen de trein en het spoor, waardoor de detectie niet goed verliep en de treinen soms van een traject 'verdwenen' leken te zijn en overwegbomen zich 'spontaan' openden, werd het materieel in november 1982 buiten dienst gesteld. Nadat gebleken was dat een gemengd bedrijf met ouder materieel het probleem binnen de perken hield, kwamen de Wadlopers vanaf 24 maart 1983 weer gefaseerd terug in dienst. Met ingang van de dienstregeling 1983/1984 werden de treinen ook ingezet op de lijnen tussen Leeuwarden en Stavoren resp. Harlingen.

### Spitstrein Leeuwarden – Heerenveen
In de jaren tachtig en negentig werden alle Wadlopers alleen ingezet op de zes diesellijnen rond Groningen en Leeuwarden. Gedurende korte tijd in de jaren negentig werden de treinen ook ingezet in spitstrein 18164 van Leeuwarden naar Heerenveen. Wegens terugkerende detectieproblemen, ontstaan door de veranderde materieelinzet op het traject Leeuwarden – Zwolle (de Hondekoppen werden vervangen door Koplopers, die geen blokken-, maar schijfremmen hadden), werd deze trein van 25 januari 1992 tot 1 januari 1994 soms voorafgegaan door een losse loc serie 6400. Vanaf 1994 mochten de Wadlopers alleen rijden op trajecten met assentellers, waardoor de inzet op de lijn naar Heerenveen verviel.

### Zwolle – Kampen
Nadat het samenwerkingsverband NoordNed vanaf 30 mei 1999 het vervoer op de lijnen waarop de Wadlopers reden had overgenomen, waren er voor de exploitatie minder treinen nodig. Hierdoor kwamen 3 motorrijtuigen (3101-3103) en 4 treinstellen (3207-3210) vrij, die door de NS werden ingezet op het Kamperlijntje. Deze lijn had namelijk ATB NG en assentellers, waardoor de Wadlopers op deze lijn ingezet mochten worden. Nadat bleek dat Noordned hierdoor wat krap in het materieel kwam te zitten, kwamen in de zomer van 2000 de treinstellen weer terug naar het noorden. Hun diensten op de lijn naar Kampen werden overgenomen door DM '90. Toen er nog meer DM '90's naar Zwolle gingen, kwamen drie motorrijtuigen stil te staan in Zwolle, later in Groningen en Arnhem.

### Veenexxpres

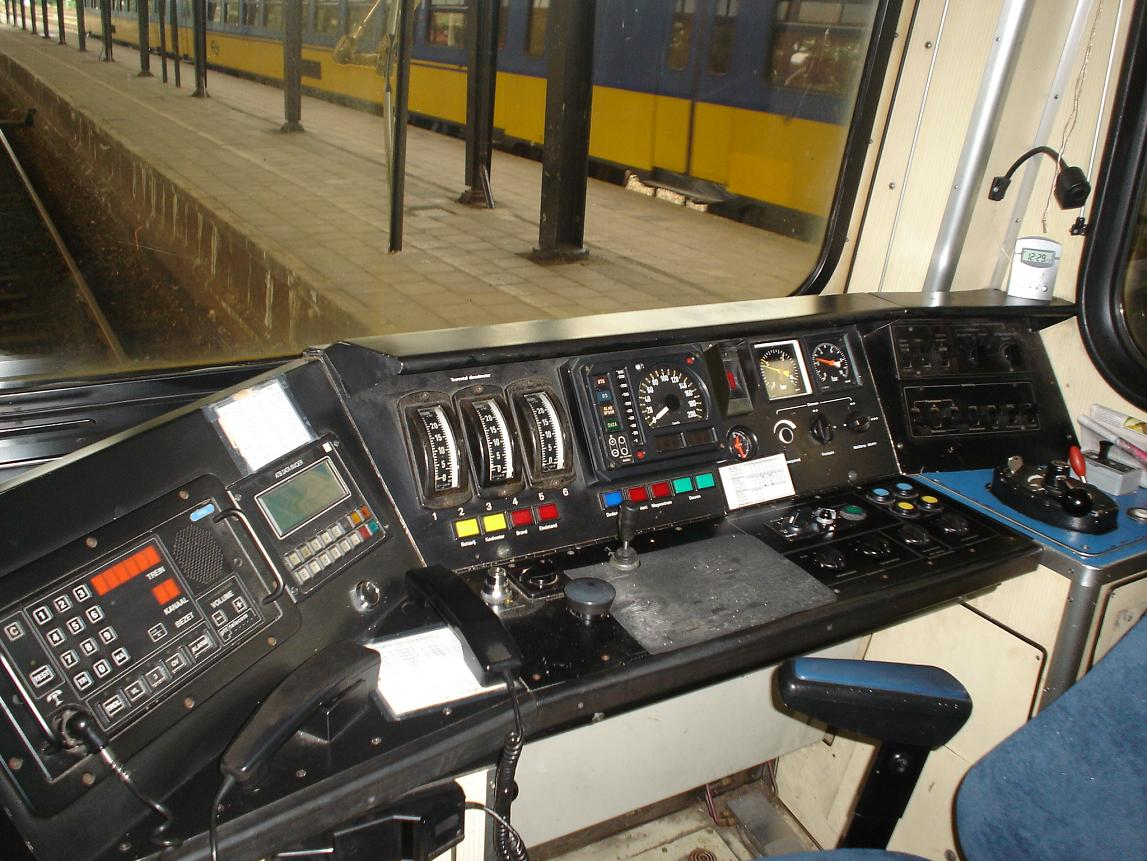
Veenexxpres van Wadloper 3101 te Almelo.

Van de buitendienststaande 3101-3103 gingen de eerste twee naar vervoersbedrijf Connexxion, dat het vervoer verzorgde op de spoorlijn Almelo – Mariënberg. Terwijl de 3103 in februari 2003 terugging naar Noordned, werd al vanaf 1 september 2002 het personeel van Connexxion opgeleid voor het rijden met deze treinen. Vanaf 7 oktober werden de treinen ingezet, waarvoor zij een iets afwijkende kleurstelling kregen met groene deuren en reclamebanen.
Omdat de regio Twente de naam Wadloper niet geheel vond passen bij het inzetgebied, werd onder de bevolking een prijsvraag uitgeschreven voor een nieuwe naam. Hier kwam de naam Veenexxpres uit de bus, die dan ook werd aangebracht op de treinen. De inzet van deze Veenexxpressen duurde tot 26 mei 2007, toen de treinen werden vervangen door dieseltreinen van Syntus, van het type LINT.

### Arriva in 2006
In 2006 waren de meeste Wadlopers geleased door Arriva voor inzet op de Noordelijke Nevenlijnen in de volgende treinseries:
- 30000 Stoptrein Leeuwarden – Sneek – Stavoren
- 30100 Stoptrein Leeuwarden – Harlingen Haven
- 30200 Stoptrein Leeuwarden – Groningen, gemengd met Buffel, ook soms gemengde inzet in sneltrein Leeuwarden-Groningen
- 30400 Stoptrein Groningen – Nieuweschans tot 5 november 2006. Daarna nog gemengd met de Spurt (GTW). Vanaf 2007 rijden daar officieel Spurt treinstellen rond.
- 30500 Stoptrein Groningen – Roodeschool
- 30600 Stoptrein Groningen – Delfzijl

### Maaslijn

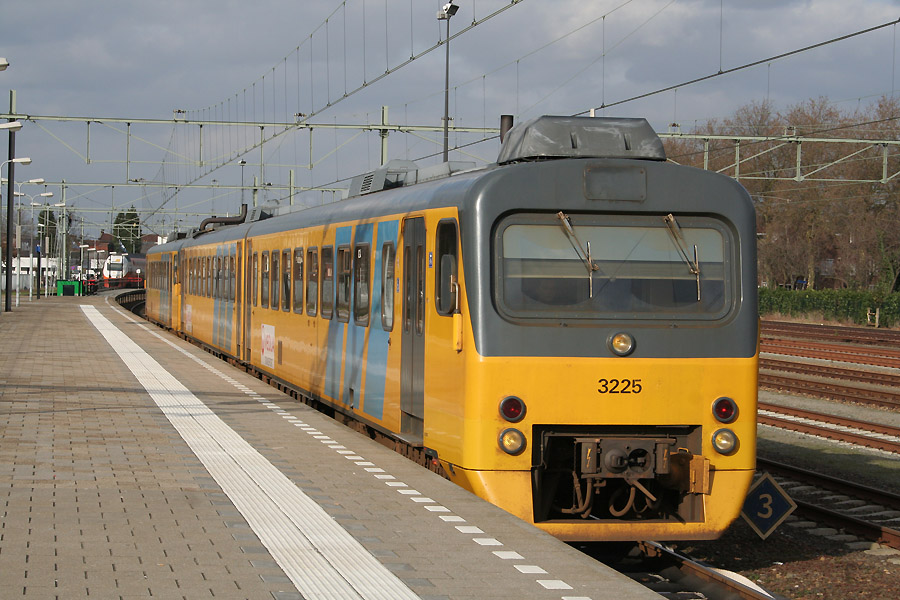
Twee Maashoppers (3225 en 3114) bij binnenkomst te Roermond op 10 maart 2007.

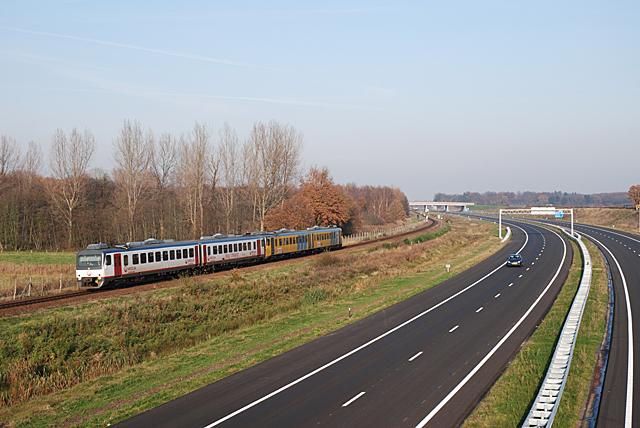
De enige Wadloper in Veolia-kleurstelling (3226) en een Veolia-Wadloper in oude stijl op de Maaslijn.

De concessie van de inmiddels volledige Arriva-dochter Noordned op de noordelijke spoorlijnen liep op 10 december 2005 af, maar werd wel gegund aan Arriva. Een van de concessievoorwaarden was de aanschaf van nieuw materieel. Nadat door Arriva 43 Spurts waren besteld kwam er een geleidelijk einde aan de inzet op de spoorlijnen rond Groningen en Leeuwarden. Als eerste werden per 1 november 2006 de Wadlopers verdrongen van de lijn naar Nieuweschans, op 10 december gevolgd door de lijn Leeuwarden – Harlingen. Ten slotte werd de lijn Leeuwarden – Stavoren op 9 juli 2007 als laatste bereden door Wadlopers.
Omdat het Franse vervoerbedrijf Veolia per 10 december 2006 het vervoer overnam van NS op de Maaslijn (Nijmegen – Venlo – Roermond), was die op zoek naar tijdelijk materieel in afwachting van nieuwe treinen.
Hoewel Veolia in eerste instantie hoopte de jonge treinen DM '90 van NS te kunnen huren, ging dit niet door wegens de minimale leasetermijn van 10 jaar. Deze termijn gold niet voor de oude Wadlopers, waarvan er toch al enkele stilstonden en bovendien geschikt waren voor de Maaslijn door het bezit van ATB-NG.
In april 2007 beschikte Veolia over de volgende treinen:
- 3202, 3103, 3105-3108, 3110, 3111, 3114, 3117-3119, 3207, 3208, 3210, 3218, 3219, 3222-3228 en 3230

De Maashoppers werden daar ingezet in de volgende treinseries:
- 32200 Stoptrein Nijmegen – Venlo – Roermond
- 32300 Stoptrein Nijmegen – Boxmeer / Venray

Treinstel 3226 werd als enige beplakt in de kleuren rood/grijs/wit van Veolia Transport.
Omdat de dienstregeling met de tragere Wadlopers niet gehaald kon worden en er ook een hoge defectenstand bij het materieel was, konden sommige ritten niet worden uitgevoerd. Zo reden de eerste maanden de spitstreinen serie 32300 niet. Na de aflevering van meer Wadlopers uit het Arriva-gebied, de inkorting van de spitstreinen tot Boxmeer en het schrappen van de stop in Blerick, ontstond er een stabielere dienstregeling.
Vanaf 16 december 2007 reden de spitstreinen weer tot Venray. Tot en met 28 februari 2008 werden de Wadlopers ingezet in deze spitstreinen.
Veolia had per 15 februari 2008 nog 4 treinstellen voor de Maaslijn: DH1 3106, 3107, 3108 en 3118, en zet deze in op de volgende diensten:
- 32200 Stoptrein Nijmegen – Venlo – Roermond (reserve).
- 32300 Stoptrein Nijmegen – Venray.

Op 28 februari 2008 werd de inzet van de Wadlopers beëindigd.

## Afvoer en verkoop

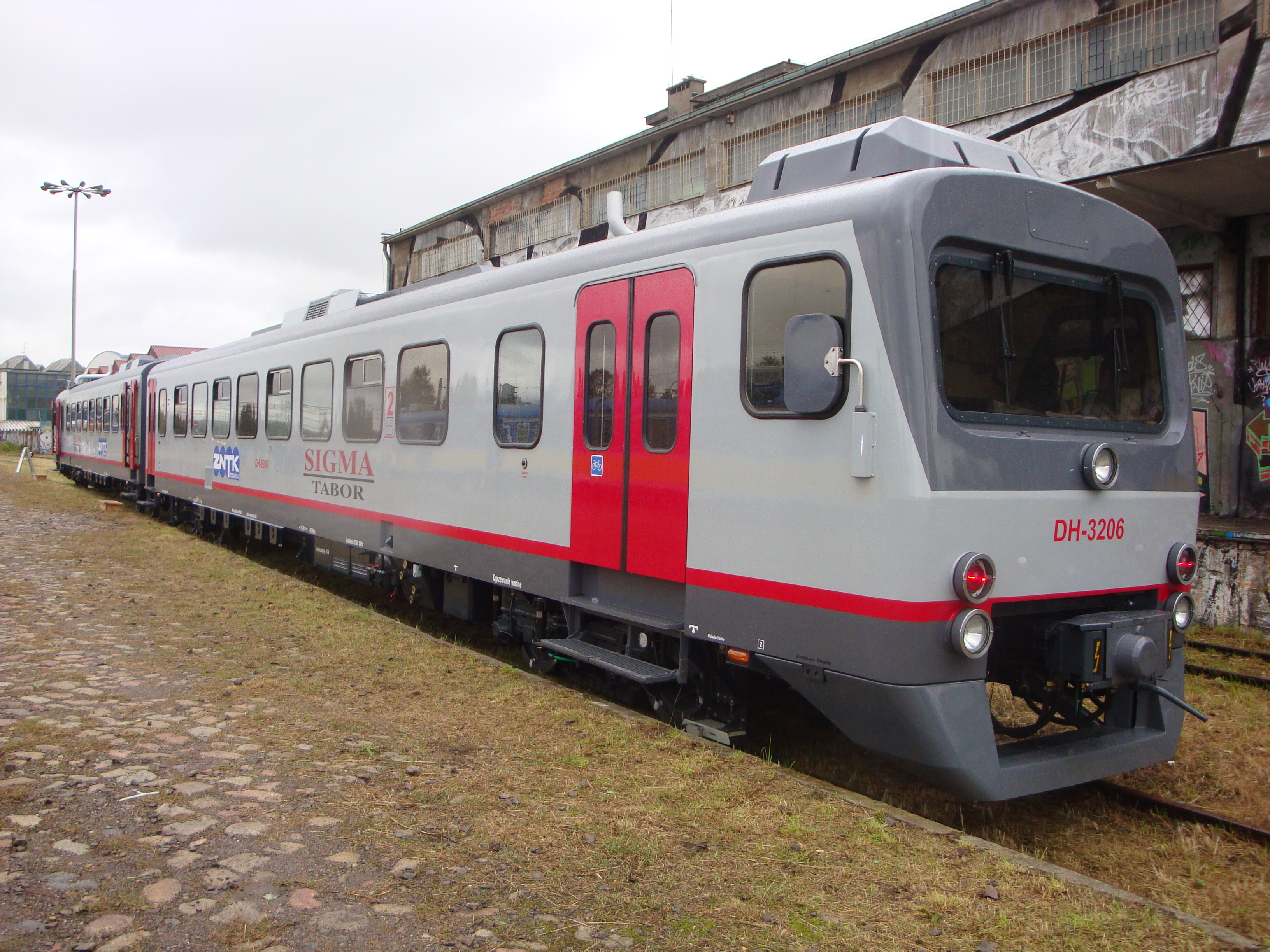
Treinstel 3206 in Polen; 2009.

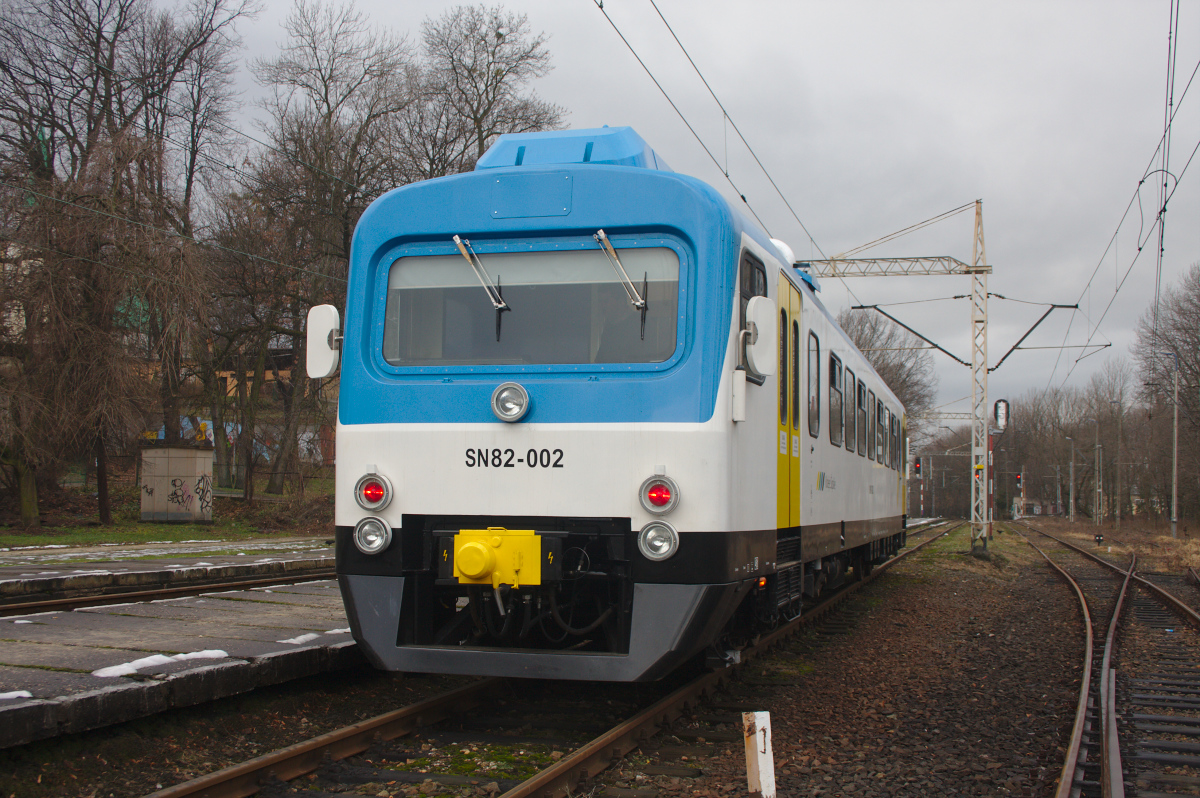
SN82-002 in Cieszyn (Polen); 2012.

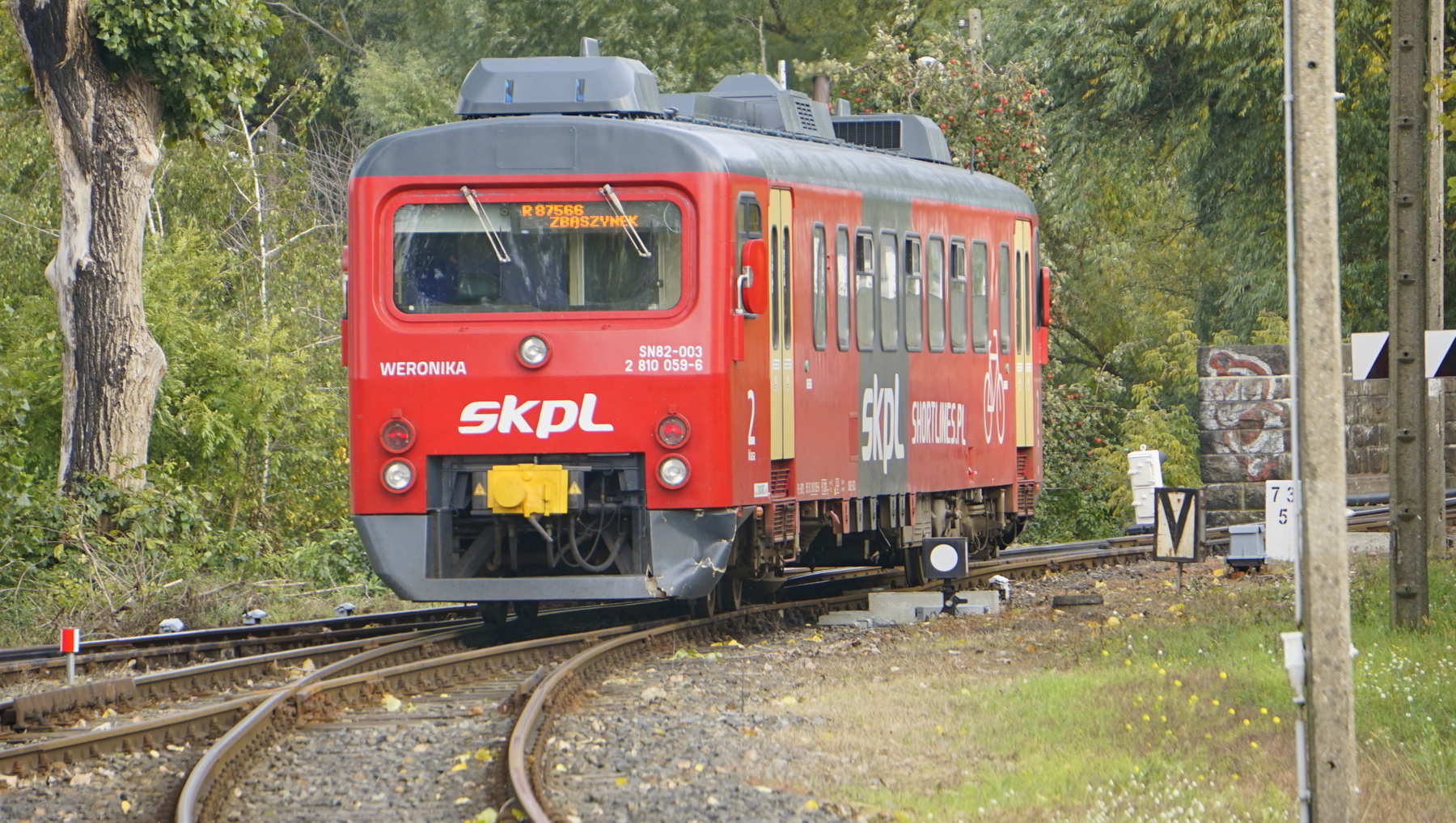
SN82-003 bij de SKPL in Polen; 17 oktober 2021.

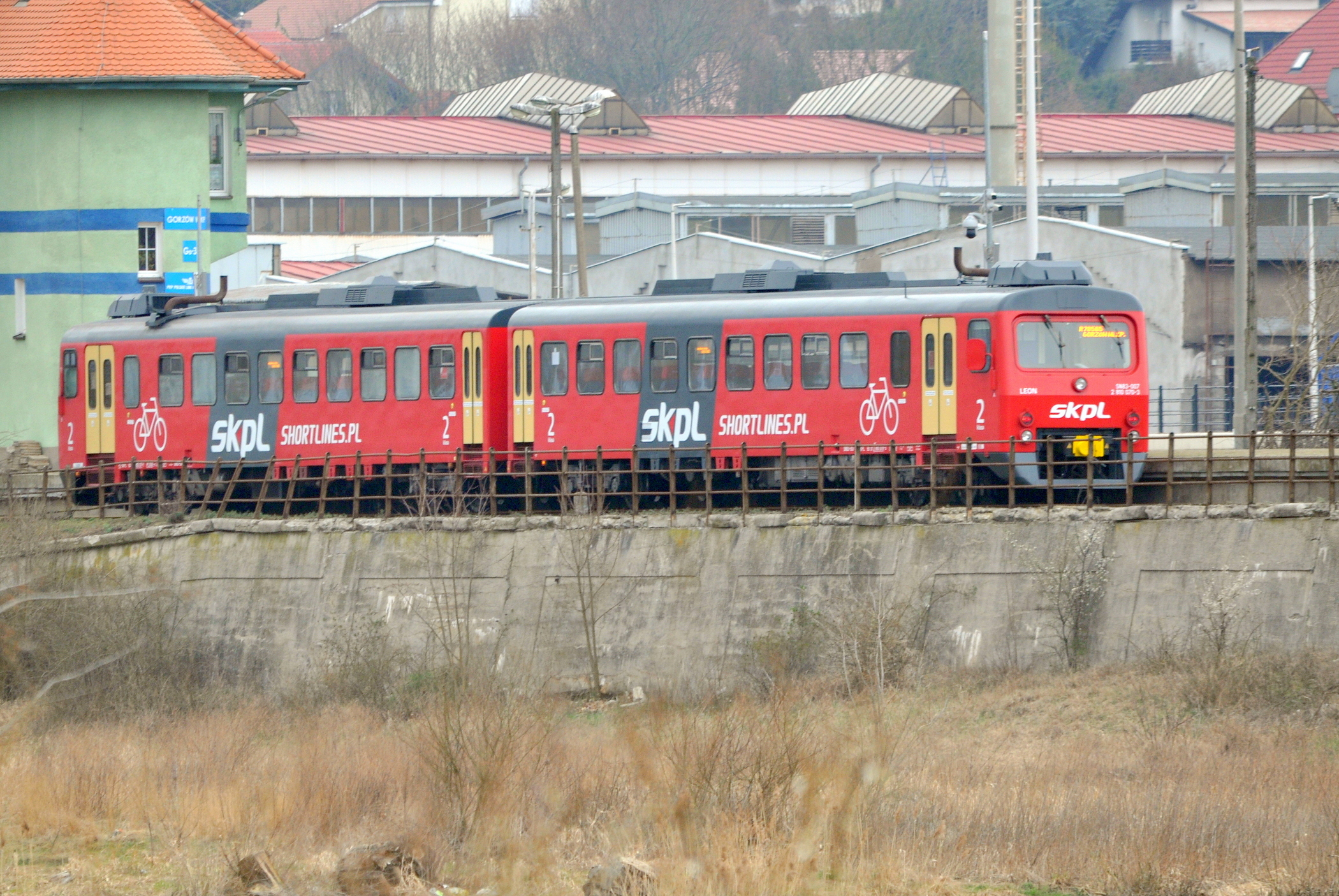
SN83-007 bij de SKPL in Polen; 26 maart 2022.

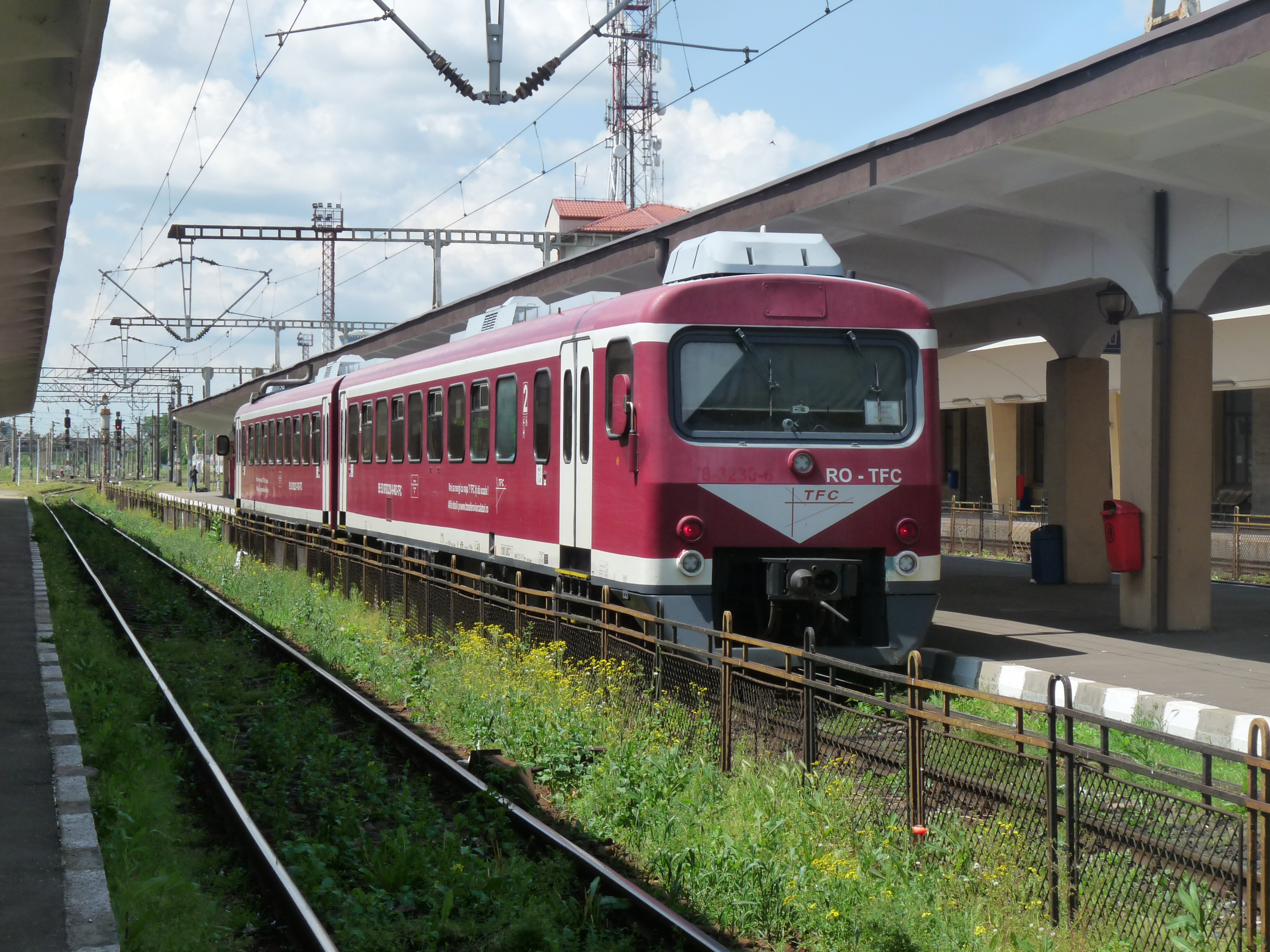
Een tweewagenstel in het station Ploiești Sud (Roemenië); 2017.

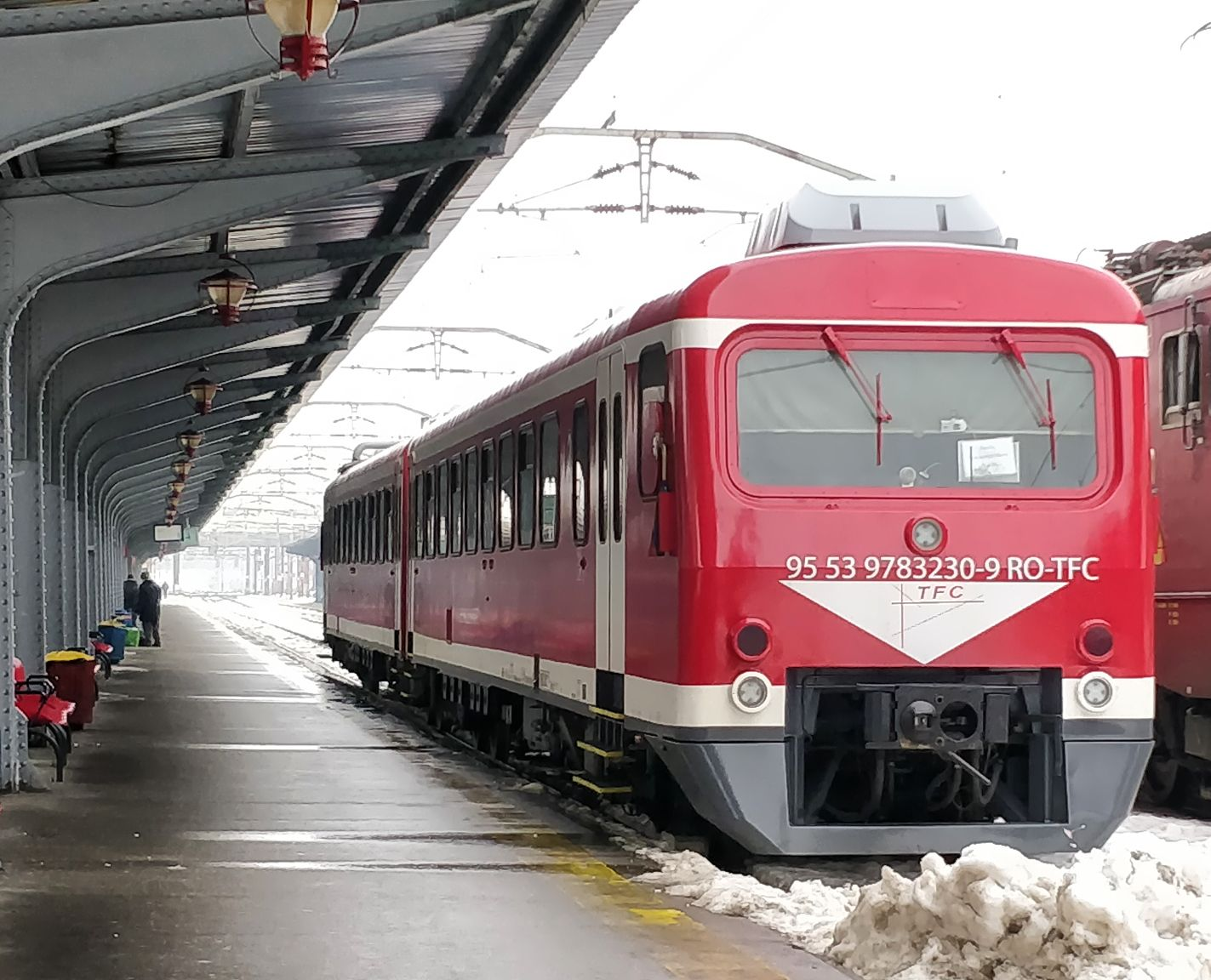
Wadloper in dienst in Roemenië; 2018.

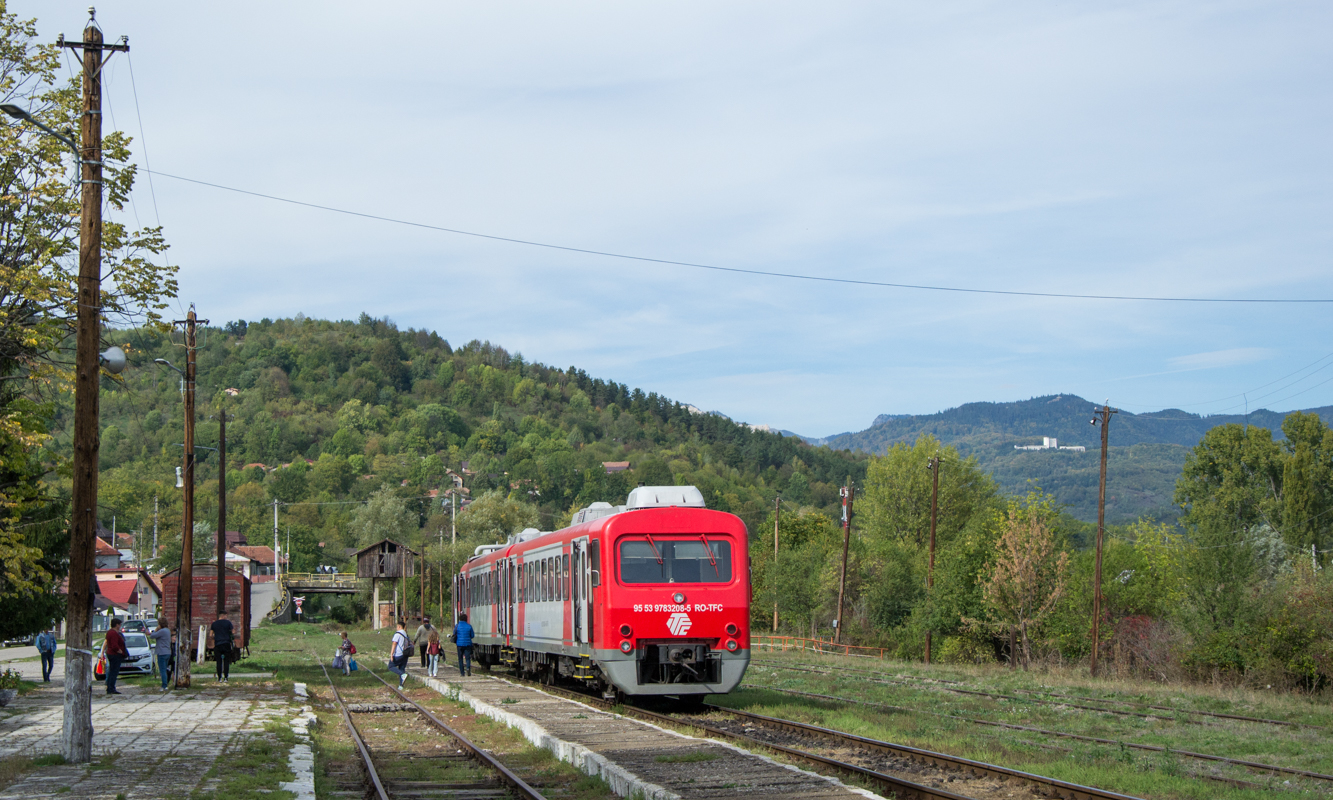
78-3208 in nieuwe kleuren TFC op station Pietroșița

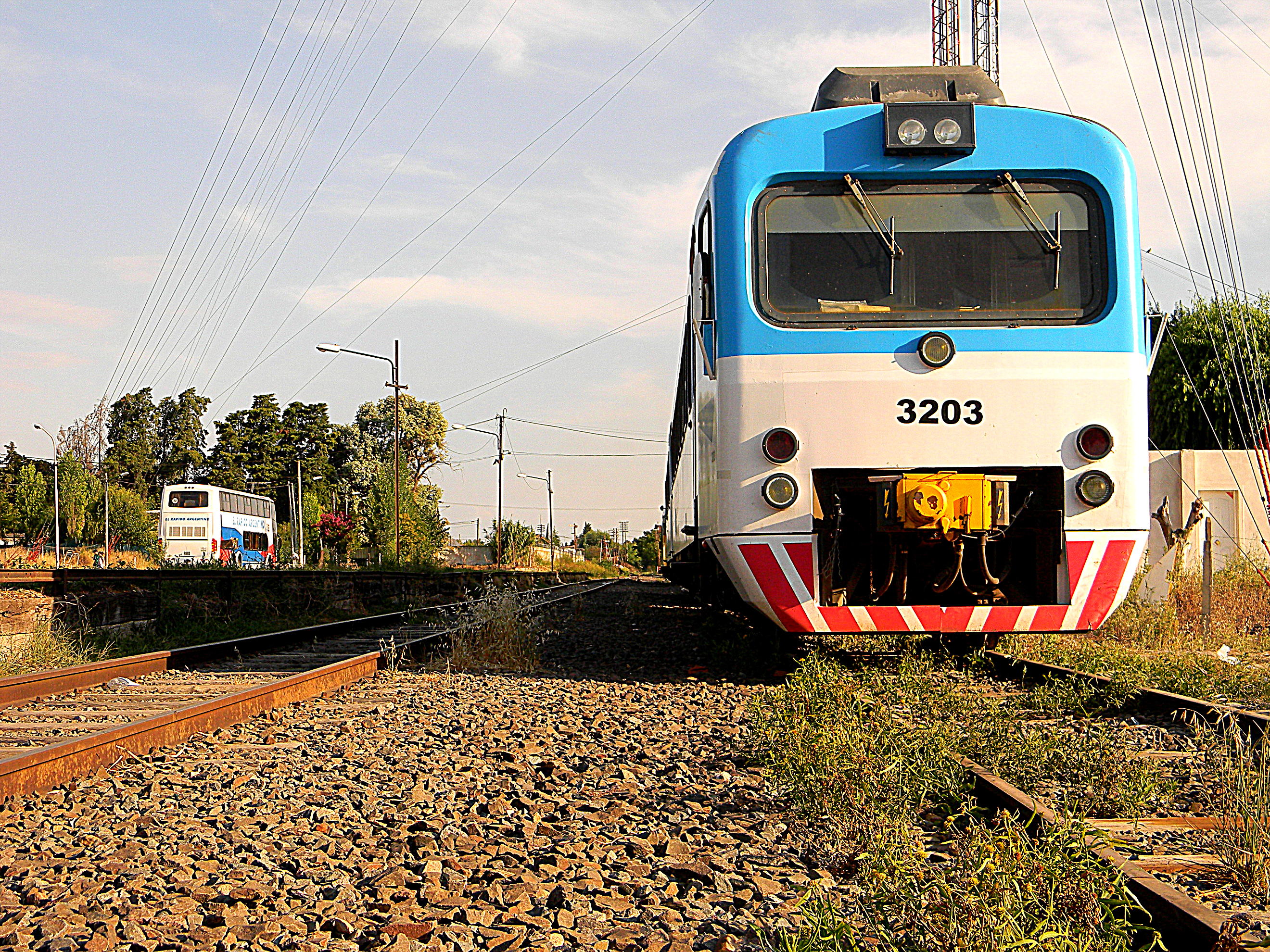
Wadloper 3203 in Argentinië; 2011.

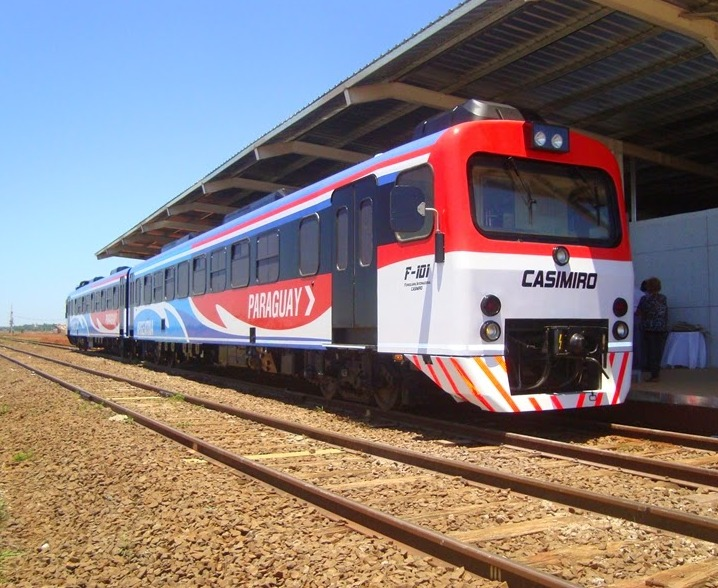
Trein Posadas-Encarnación te Posadas; 2014.

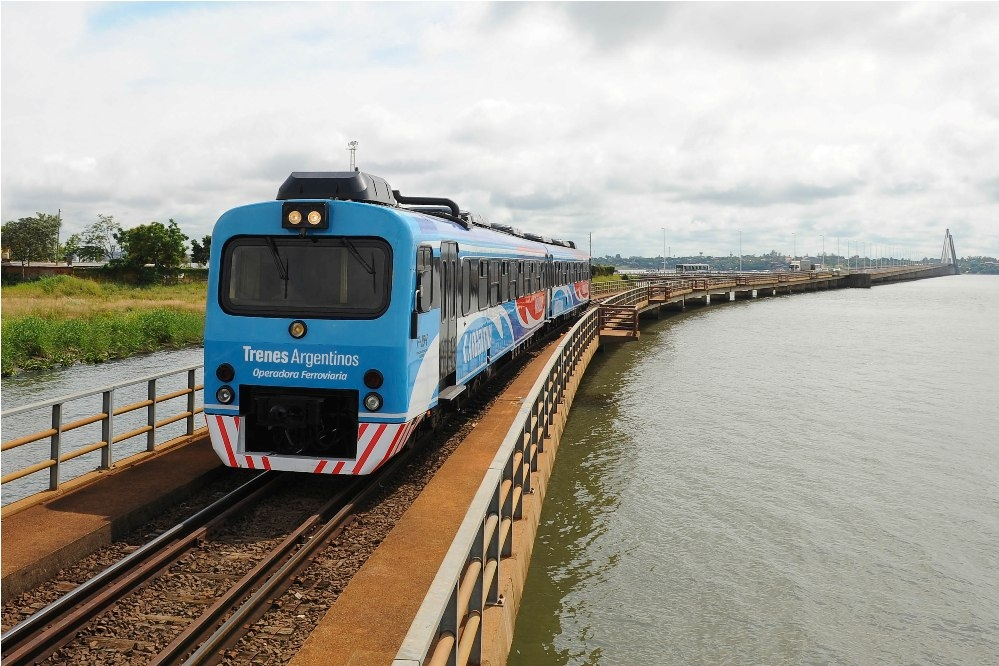
Wadloper in Argentinië; 2015.

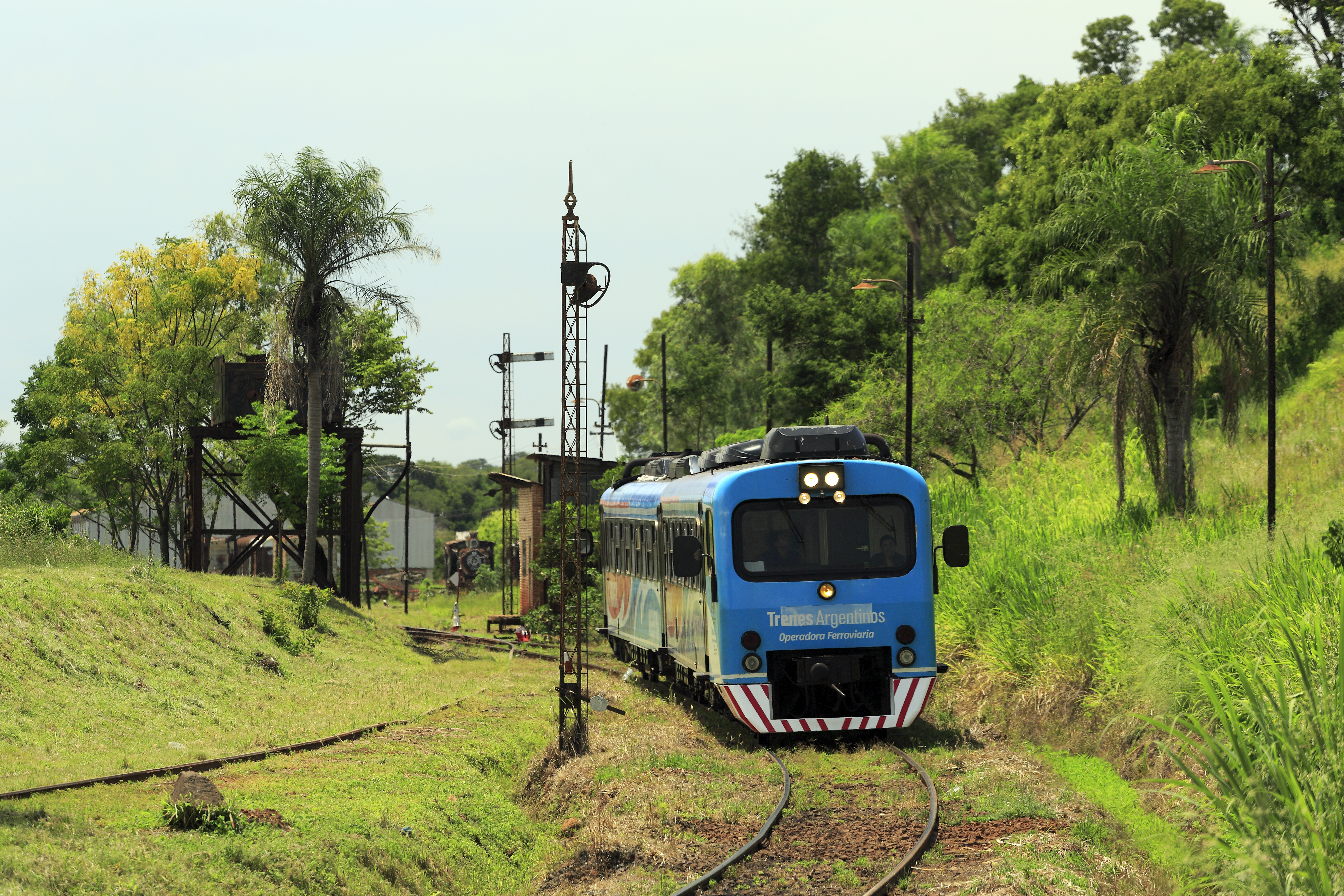
Wadloper in Paraguay; 17 februari 2018.

Bij de storm van 18 januari 2007 raakten de Wadlopers 3107 en 3119 beschadigd door een aanrijding met een omgevallen boom in Belfeld; de machinist werd met lichte verwondingen afgevoerd. De 3119 werd niet meer hersteld en werd 'geplukt' voor herstel van de 3107. De 3119 heeft daarna tot januari 2008 achter de werkplaats in Tilburg gestaan.
Van Wadloper 3227 is op 5 september 2007 de bekabeling verbrand na een gesprongen olieleiding. Ook de 3227 werd niet meer hersteld en heeft tot 30 juni 2009 bij de werkplaats in Tilburg gestaan.
De in onbruik geraakte Wadlopers werden nu achter de hand gehouden voor eventuele verkoop. Het materieel stond opgeslagen in de voormalige werkplaats te Amersfoort en aan de Dijksgracht te Amsterdam.

### Polen
In 2009 is een aantal treinstellen verkocht aan de Poolse firma Sigma, met een optie op bijna de hele vloot. Op 13 mei 2009 zijn de eerste twee stellen, de 3102 en 3206, op transport gesteld naar Polen, op 13 juli gevolgd door de volgende vier stellen, de 3207, 3219, 3225 en 3231. In de werkplaats te Poznań zijn de vier stellen 3102, 3206, 3207 en 3231 gereviseerd en voorzien van opklapbare instaptreden, bestemmingsdisplays, nieuwe snelheidsmeters, nieuwe stoffering van het meubilair en een nieuwe schilderbeurt op de buitenkant.
Vanaf 11 juni 2010 zijn de 3102 als serie SN82 en 3206 als serie SN83 vanuit Chojnice door de Przewozy Regionalne ingezet op de lijnen naar Tczew en Piła. Vanaf 30 oktober 2010 zijn ook de 3207 en 3231 (beide als serie SN83) door Przewozy Regionalne ingezet vanuit Chojnice, waarbij ook tussen Szczecinek en Słupsk wordt gereden.
Vanaf 5 september 2010 is de 3219, welke door de werkplaats in Paterek is gereviseerd, in gebruik genomen door Koleje Mazowieckie tussen Ostrołęka en Tłuszcz. Op 21 februari 2011 kwam hier door een aanrijding op een overweg een eind aan. Na herstel van de schade kwam het stel bij Przewozy Regionalne voor de inzet rond Chojnice.
In december 2012 werden in Silezië diverse spoorlijnen overgenomen door Koleje Śląskie waarbij ook de Wadlopers waren betrokken. Behalve de van Przewozy Regionalne afkomstige 3102, 3206, 3207 en 3231 werden ook de door de werkplaats in Paterek gereviseerde 3105, 3110, 3222 en 3226 aan Koleje Śląskie verhuurd. Op de 3207 en 3231 na werden al deze stellen in de kleuren wit met lichtblauw en gele deuren van Koleje Śląskie gestoken. Later werden ook de 3219 en de bij de fabriek van ambachtelijke voertuigen H. Cegielski gereviseerde 3225 aan het materieelpark toegevoegd. De fabriek van ambachtelijke voertuigen H. Cegielski zou ook de 3115 en 3215 reviseren, maar daar is het niet van gekomen. Medio 2014 werden de Wadlopers van Koleje Śląskie in Katowice aan de kant gezet.
De treinstellen hebben de volgende nummers gekregen:
- 3102: SN82-001, 3105: SN82-002, 3110: SN82-003, 3115: SN82-004.

- 3206: SN83-001, 3207: SN83-002, 3231: SN83-003, 3219: SN83-004, 3222: SN83-005, 3225: SN83-006, 3226: SN83-007, 3215: SN83-008

In januari 2018 zijn een aantal treinstellen geveild. De motorwagens SN82-001 en SN82-002 en treinstel SN83-003 werden verkocht aan SKPL. Zij worden rood geschilderd, met zwarte en gele deuren. Het materieel wordt ingezet in de regio Podkarpacie (Karpatenvoorland). Vanuit Rzeszów rijden zij naar Zagórz, Łupków en Komańcza.. In februari van 2020 wordt ook de rest van de vloot door de curator verkocht aan SKPL.
De stellen die bij SKPL gereviseerd in dienst zijn, worden bij hun indienststelling met een Poolse naam gedoopt:
DH1
- SN82-001 - Marzanna
- SN82-002 - Sylwia
- SN82-003 - Weronica

DH2
- SN83-001 - Jacek
- SN83-003 - Zbyszek
- SN83-004 - Mieciu
- SN83-005 - Andrzej
- SN83-007 - Leon

Polregio besluit in 2021 6 stellen van SKPL te leasen. Dit zijn de SN82-001, SN82-002, SN82-003, SN83-003, SN83-004 en SN83-005. In 2021 komt hier de SN83-007 bij. Deze worden vanuit het depot van Chojnice ingezet en rijden voornamelijk naar Tczew en Kościerzyna. Al snel blijken de motorwagens van de SN82 stellen niet voldoende capaciteit te hebben en worden mondjesmaat ingezet. Bijna een jaar later wordt een tijdelijke dienst opgezet tussen Gorzów Wlkp. en Zbąszynek, waar de SN82's wel worden ingezet. Hier wordt later ook de SN83-007 aan toegevoegd. Daarnaast wordt de SN82-002 naar Skarżysko-Kamienna verplaatst voor de dienst naar Łódź.

### Tsjechië
In de loop van 2009 zijn 4 andere treinstellen, die al enige tijd voor verkoop waren aangewezen, na mislukte onderhandelingen voor verkoop aan Albanië en Slowakije verkocht aan de Tsjechische maatschappij Q-Rail. Op 27 augustus 2009 zijn deze stellen, de 3105, 3110, 3222 en 3226, op transport gesteld naar Polen, waar de stellen gereviseerd werden voordat ze naar Tsjechië zouden gaan. Uiteindelijk bleven de stellen in Polen en werden in 2012 verkocht aan Koleje Śląskie.

### Roemenië
Aan het Roemeense TFC (Trans Feroviar Călători) zijn 13 tweewagenstellen verkocht. Het gaat hierbij om de 3202, 3208, 3210, 3214, 3216, 3218, 3220, 3223, 3224, 3227, 3228, 3229 en 3230. Zij werden in december 2011 naar Roemenië overgebracht en in 2012 aangepast voor de treindienst aldaar en rood met wit geschilderd. Elf treinstellen werden in 2012 in dienst gesteld, de laatste twee in 2015. De treinstellen doen sinds april 2012 dienst vanuit Cluj-Napoca. Zij komen ook in onder andere București Nord en Ploiești.

### Argentinië
In 2011 werden 15 D-motorwagens en 10 DH-stellen verkocht aan Trenes de Buenos Aires (TBA) in Argentinië. De stellen kwamen daar op 11 juni aan. Op 29 augustus 2011 is dit materieel bij de Emprendimientos Ferroviarios in een blauw/witte kleurstelling in gebruik genomen voor de verbinding tussen Buenos Aires in Argentinië en Paso de los Toros in Uruguay.
De 3201 en 3221 werden met het opschrift Uruguay Argentina ingezet. In de zomer van 2012 eindigde de inzet weer wegens de slechte toestand van de spoorlijn. De beide treinstellen werden vanaf 31 december 2014 ingezet tussen Posadas in Argentinië en Encarnación in Paraguay met de nummers F103/F104 (3201) en F101/F102 (3221).

## Verdeling over de kopers
De verdeling over de kopers is als volgt: (TBA = Argentinië, PL = Polen, KS = Koleje Slaskie, TFC = Roemenië)
3101 - TBA; 3102 - PL KS, in dienst nr: SN 82-001; 3103 - TBA; 3104 - TBA; 3105 - PL KS SN 82-002, in dienst; 3106 - TBA; 3107 - TBA; 3108 - TBA; 3109 - TBA; 3110 - PL KS SN 82-003, in dienst; 3111 - TBA; 3112 - TBA; 3113 - TBA; 3114 - TBA; 3115 - PL KS S N82-004; 3116 - TBA; 3117 - TBA; 3118 - TBA; 3119 - TBA;
3201 - TBA; 3202 - TFC, in dienst; 3203 - TBA; 3204 - TBA; 3205 - TBA; 3206 - PL KS SN 83-001, in dienst; 3207 - PL KS SN 83-002, in dienst; 3208 - TFC; 3209 - TBA; 3210 - TFC, in dienst; 3211 - TBA; 3212 - TBA; 3213 - TBA; 3214 - TFC, in dienst; 3215 - PL KS; 3216 - TFC; 3217 - TBA; 3218 - TFC; 3219 - PL KS SN 83-004 (botsschade); 3220 - TFC, in dienst; 3221 - TBA; 3222 - PL KS; 3223 - TFC; 3224 - TFC, in dienst; 3225 - PL KS; 3226 - PL KS; 3227 - TFC, in dienst; 3228 - TFC; 3229 - TFC; 3230 - TFC, in dienst; 3231 - PL KS SN 83-003, in dienst.
- Er zijn in Nederland geen Wadlopers meer aanwezig, ook niet als museummaterieel.

## Huidige inzet in andere landen
In 2022 worden de Wadlopers nog op de volgende trajecten ingezet:
- Argentinië – Paraguay
  - Posadas – Encarnació
- Polen
  - Chojnice - Tczew (wordt afgebouwd in 2023)
  - Chojnice - Kościerzyna (stopt eind 2022)
  - Gorzów Wlkp. - Zbąszynek
  - Skarżysko-Kamienna - Łódź Kaliska
- Roemenië
  - vanuit Cluj-Napoca

ZHESM-materieel · Mat '24 · Verbrandingsmotorrijtuigen omBC · Stroomlijnmotorrijtuig omBC · Blauwe Engel · Kameel · Motorpost · DH 1 (Wadloper) · mDDM